# Phthiracarus paraclosteros
Phthiracarus paraclosteros är en kvalsterart som beskrevs av Wojciech Niedbała 2004. Phthiracarus paraclosteros ingår i släktet Phthiracarus och familjen Phthiracaridae. Inga underarter finns listade i Catalogue of Life.